# アトラスコプコサウルス
アトラスコプコサウルス（学名 : Atlascopcosaurus）は、1-1.2億年前（前期白亜紀）に生息していたヒプシロフォドン科の草食恐竜。体長は2 - 3メートル、体重は125キログラムほどあったと考えられている。

## 概要
アトラスコプコサウルスは、1984年にオーストラリアのメルボルン西部での発掘調査の際に発見された。地下洞採掘技術と機械を提供したアトラスコプコ社と、かつて同社に勤務していたウィリアム・ローズに因んで命名された。

## キャラクターとしてのアトラスコプコサウルス
上記の理由により、アトラスコプコサウルスとアトラスコプコ社との関連は深く、アトラスコプコ社では、アトラスコプコサウルスを同社のマスコットキャラクターとして採用している。